# Henri Doizy
Pour les articles homonymes, voir Doizy.
Henri Doizy, né le 3 janvier 1869 à Charleville (Ardennes) et mort le 3 août 1952 à Lunay (Loir-et-Cher), est un homme politique français.

## Biographie
Médecin à Flize en 1896, il est élu conseiller général en 1904, face à Adrien de Wignacourt. Ce succès lui ouvre une carrière politique. Il devient député des Ardennes de 1910 à 1919 (il est réélu en 1914), inscrit au groupe socialiste. Il est président de la commission de l'hygiène publique de 1914 à 1919.

## Sources
- « Henri Doizy », dans le Dictionnaire des parlementaires français (1889-1940), sous la direction de Jean Jolly, PUF, 1960 [détail de l’édition]